# سيف الصاعقة
سيف الصاعقة (بالروسية: Чёрный пират) هو مسلسل رسوم متحركة روسي عرض لأول مره في عام 1998 يتكون من 26 حلقة وتمت دبلجة المسلسل للغة العربية بواسطة مركز الزهرة وعرض على قناة سبيس تون. قصة المسلسل مبنية على رواية القرصان الأسود للكاتب الإيطالي إيميليو سالغاري.

## القصة
يقرر القرصان الأسود الذهاب خلسة إلى ماراكايبو، بقيادة كارمو وفان ستيلر، ويسلب جسم أخيه (القرصان الأحمر) لمنحه الدفن بصورة لائقة في البحر. كارمو,موكو، والقرصان الأسود برفقة قرد صغير الذي لجأ في قبعة القرصان بعد هروبه من هجوم حيوان مفترس، وصلوا إلى حانة محلية مزدحمة بالناس الذين يسخرون ويضحكون على الرجال الذين يتعرضون للشنق, و يتبهجون على وفاتهم يشارك القرصان الأسود في مبارزة مع أحد النبلاء، ويدير سيفه من خلاله، ويترك الحانة.
و يقضي موكو على الحارس الأسباني بضربة شديدة, و يسترجعون جثمان القرصان الأحمر الذي كان محجوز بصورة غير لائقة. 
و تلف الجثة باحترام في عباءة القرصان الأسود دوقه فلمنكية على متن القارب باسم هونوراتا ويليرمان, دوقه ويلتيندرم, الذي يقرر القرصان الأسود على أخذها إلى تورتوجا لغرض الطلب بفدية كبيرة مقابل أطلاق سراحها (كما كانت العادة في تلك الأيام).
ولكن الدوقة شابة في غاية الجمال والطيبة. وعلى الرغم من محاولة القرصان الأسود في كبت مشاعره إلى أن يقع في حبها.
في هذه السلسلة يواجه القرصان الأسود والدوقة عبر العديد من التجارب قبل أن يمكن أن يكون لهم نهاية سعيدة معا.

## روابط خارجية
- Официальная страница мультсериала на сайте Mondo TV.